# Economia de Curaçao
Turisme, refí de petroli i el sistema bancari internacional són les principals activitats de la petita economia de Curaçao, la qual és molt dependent de l'exterior. Malgrat un petit creixement del PIB durant l'última dècada, l'illa gaudeix d'un elevat PIB per capita i una infraestructura ben desenvolupada, quan comparada a altres països de la regió. Curaçao té un excel·lent port que pot rebre grans vaixells petroliers. L'empresa estatal de Veneçuela lloga l'única refineria de petroli de l'illa del govern. La major part del petroli és importat de Veneçuela, i els derivats del refinament són exportats als Estats Units.
Gairebé tots els béns de capital i de consum són importats, sent els Estats Units, Brasil, Itàlia i Mèxic els principals subministradors. El govern busca diversificar la indústria i el comerç, i va signar un acord amb la Unió Europea amb la intenció d'expandir els negocis amb ella. El sòl pobre i l'escassetat d'aigua impedeixen el desenvolupament de l'agricultura. Problemes pressupostaris compliquen la reforma del sistema de salut, jubilació i pensions, per a una població cada vegada més vella.